# Воля-Загойська-Дольна
Воля-Загойська-Дольна (пол. Wola Zagojska Dolna) — село в Польщі, у гміні Пінчів Піньчовського повіту Свентокшиського воєводства.
Населення — 392 особи (2011).
У 1975-1998 роках село належало до Келецького воєводства.

## Демографія
Демографічна структура на день 31 березня 2011 року:
|          | Загалом | Допрацездатний вік | Працездатний вік | Постпрацездатний вік |
| -------- | ------- | ------------------ | ---------------- | -------------------- |
| Чоловіки | 198     | 43                 | 130              | 25                   |
| Жінки    | 194     | 37                 | 107              | 50                   |
| Разом    | 392     | 80                 | 237              | 75                   |